# Nordic Open (golf)
Het Nordic Open was een golftoernooi van de Europese PGA Tour in 2003. Het werd gespeeld op de Simons Golf Club in Humlebæk, ten Noorden van Kopenhagen. Winnaar was Ian Poulter.
Lange tijd was golf in Denemarken niet erg populair, er waren ook nauwelijks Deense spelers op de Tour. Thomas Bjørn (1971) was de eerste internationale speler, later kwamen daar Mark F Haastrup, Anders Hansen, Søren Hansen, Jeppe Huldahl en Søren Kjeldsen bij.
Er werd in 1991 een Deens Open opgericht dat vanaf 1993 meetelde voor de Europese Challenge Tour. Het Nordic Open was in Denemarken het eerste en tot 2014 enige toernooi van de Europese Tour. Het trok te weinig publiek en werd tien jaar lang niet herhaald.
Abama Open de Canarias ·
AGF Open ·
Allianz Open de Lyon ·
Andalucia Masters ·
ANZ Kampioenschap ·
Argentijns Open ·
Atlantic Open ·
Australian Masters ·
Ballantine's Kampioenschap ·
Barcelona Open ·
Belgisch Open ·
Benson & Hedges International Open ·
BMW Asian Open ·
Brazil Rio de Janeiro 500 Years Open ·
Brazil São Paulo 500 Years Open ·
British Masters ·
Callers of Newcastle ·
Cannes Open ·
Car Care Plan International ·
Castelló Masters ·
Celtic International ·
Dimension Data Pro-Am ·
Double Diamond International ·
Duits Open ·
El Bosque Open ·
El Paraiso Open ·
Engels Open ·
Epson Grand Prix of Europe ·
Estoril Open ·
Extremadura Open ·
German Masters ·
Girona Open ·
Glasgow Open ·
Great North Open ·
Greater Manchester Open ·
Greg Norman Holden International ·
GSI L'Equipe Open ·
Heineken Classic ·
Honda Open ·
Indian Masters ·
Indonesian Open ·
Iskandar Johor Open ·
Jersey Open ·
John Player Classic ·
John Player Trophy ·
Johnnie Walker Classic ·
Kerrygold International Classic ·
Kronenbourg Open ·
Lawrence Batley International ·
Madrid Masters ·
Madrid Open ·
Mallorca Open ·
Marokkaans Open ·
Martini International ·
Match Play Championship ·
Merseyside International Open ·
Monte Carlo Open ·
Murphy's Cup ·
Nelson Mandela Championship ·
New Zealand Open ·
Newcastle Brown "900" Open ·
NH Collection Open ·
Nordic Open ·
North West of Ireland Open ·
Oki Pro-Am ·
Open Catalonia ·
Open de Andalucía ·
Open de Baleares ·
Open de Sevilla ·
Open Mediterrania ·
Open Novotel Perrier ·
Penfold Tournament ·
Perth International Golf Championship ·
Piccadilly Medal ·
PLM Open ·
Portugees Open ·
Roma Masters ·
Saint-Omer Open ·
Sanyo Open ·
Sarazen World Open ·
Scandinavian Enterprise Open ·
Schots PGA Kampioenschap ·
Siciliaans Open ·
Singapore Masters ·
Skol Lager Individual ·
TCL Classic ·
Tenerife Open ·
The Championship at Laguna National ·
The Heritage ·
Timex Open ·
TPC of Europe ·
Trophée Lancôme ·
Tunesisch Open ·
Turespaña Masters ·
Uniroyal International Championship ·
Vodacom Players Championship ·
Volvo Golf Champions ·
Volvo Open ·
W.D. & H.O. Wills Tournament ·
Wang Four Stars ·
Welsh Golf Classic